# Бейлз, Элисон
Элисон Мари Бейлз (англ. Alison Marie Bales; родилась 4 апреля 1985 года, Индианаполис, штат Индиана, США) — американская профессиональная баскетболистка, выступавшая в женской национальной баскетбольной ассоциации. Была выбрана на драфте ВНБА 2007 года в первом раунде под общим девятым номером командой «Индиана Фивер». Играла на позиции центровой.

## Ранние годы
Элисон Бейлз родилась 4 апреля 1985 года в городе Индианаполис, столице штата Индиана, в семье Чарльза Бейлза и Мари Маккарти, у неё есть два брата-близнеца, Джей Ди и Джей Ар, и сестра, Сара. В детстве её семья переехала в город Биверкрик (штат Огайо), там Элисон посещала одноимённую среднюю школу, в которой выступала за местную баскетбольную команду.